# Ectrepesthoneura chandleri
Ectrepesthoneura chandleri är en tvåvingeart som beskrevs av Caspers 1991. Ectrepesthoneura chandleri ingår i släktet Ectrepesthoneura och familjen svampmyggor. Inga underarter finns listade i Catalogue of Life.